# Hector Rolland
Pour les articles homonymes, voir Rolland.
Hector Rolland, né le 25 décembre 1911 à Neuilly-sur-Seine (Seine) et mort le 7 mars 1995 à Avermes (Allier), est un homme politique français.

## Biographie

### Jeunesse et études
Hector Rolland vient juste de naître lorsqu'il est abandonné dans une rue de Neuilly-sur-Seine, pendant Noël 1911. Il est ensuite recueilli par l'Assistance publique, qui le place chez Louis et Honorine Hotte, un couple d'agriculteurs vivant près de Varennes-lès-Narcy (Nièvre), dans le hameau de Sourdes.
Il devient concessionnaire chez Berliet.

### Carrière politique
Il est député gaulliste de l'Allier de 1968 à 1981 puis de 1986 à 1988 et maire de Moulins de 1971 à 1989. Son franc-parler, un accent rocailleux trahissant une éducation à la campagne et l'habitude de lire des poèmes de son cru lors des séances à l'assemblée, font de cet autodidacte une figure pittoresque de la Cinquième République. Il était surnommé Spartacus.
Enfant abandonné, il est le premier à proposer en 1978 une loi mentionnant, pour la première fois et pour les seuls pupilles de l'État, le droit de connaître leurs origines. Il n'est pourtant pas suivi et son texte n'est jamais soumis au vote.
En 1984, il adhère au Cercle renaissance.
Il mènera le combat contre l'avortement. Lors du débat sur la loi Veil de 1974 instituant celui-ci, il est particulièrement virulent, allant même jusqu'à évoquer « le choix d'un génocide », formule qui a pu choquer car Simone Veil est une rescapée des camps de concentration. De même, en 1986, il tente de créer, avec la députée UDF Christine Boutin et le député Front national Michel de Rostolan, un « groupe d'étude parlementaire pour favoriser l'accueil à la vie ». En vain, car la création n'est pas autorisée par l'Assemblée nationale.

### Décès
Il meurt en 1995. Un hommage lui est rendu le 10 mars par un millier de personnes en la basilique-cathédrale Notre-Dame de l'Annonciation de Moulins.
Quinze ans plus tard, le  10 mars 2010, son corps est exhumé du cimetière de Moulins et enterré auprès des cendres de ses parents adoptifs à Varennes-lès-Narcy (Nièvre). La décision a été prise par les deux enfants de l'homme politique, Jacques et Gisèle Rolland, après le décès de la seconde épouse d'Hector Rolland, le 2 avril 2009 à la suite d'une affaire d'héritage.

## Hommage
- Stade Hector-Rolland, à Moulins.

## Ouvrages
- Les Racines du ciel
- Les Racines de l'espérance , 1989 (recueil de poèmes)
- Souvenirs dérangeants d'un godillot indiscipliné, 1990 (mémoires)